# Daniel Lupi
Daniel Lupi (Londres, 1961) é um produtor estadunidense. Foi indicado ao Oscar de melhor filme na edição de 2018 pela realização da obra Phantom Thread e na edição de 2008 por There Will Be Blood.